# Bohumil Kratochvíl
Bohumil Kratochvíl (* 16. dubna 1949 Praha) je profesor chemie na VŠCHT, badatel v oblasti anorganické chemie, se zaměřením zejména v oboru krystalografie a využití difrakčních metod v materiálové a farmaceutické chemii.

## Akademická dráha
V roce 1972 absolvoval Přírodovědeckou fakultu Univerzity Karlovy, studijní obor chemie, a do roku 1975 byl interním doktorandem. V roce 1977 získal titul CSc., pracoval pak jako odborný asistent na Katedře anorganické chemie. V roce 1986 již na VŠCHT v Praze získal docenturu a v roce 1999 byl jmenován profesorem oboru chemie a technologie anorganických materiálů. V roce 2004 mu byl Akademií věd České republiky udělen titul doktor věd v oboru Anorganická chemie.
Jeho přechod z PřF UK na Fakultu chemické technologie VŠCHT (v r. 1985) souvisel s připravovanou transformací její Katedry nerostných surovin a krystalochemie: B. Kratochvíl byl vybrán pro funkci vedoucího této katedry; jejím vedoucím byl jmenován 1. 9. 1986. Od roku 1988 bylo pracoviště pojmenováno Katedra chemie pevných látek, od r. 1990 pak Ústav chemie pevných látek (ÚCHPL). Název byl zvolen tak, aby vystihoval vědecko-pedagogické zaměření pracoviště. Odborně byly katedra/ústav rozděleny na dva výzkumné směry, aplikovanou mineralogii (anorganické pevné látky) a rtg. strukturní krystalografii.
V letech 1989–2012 vedl Bohumil Kratochvíl Ústav chemie pevných látek VŠCHT Praha, v letech 2006–2011 zastával funkci proděkana pro vědu a výzkum Fakulty chemické technologie a v letech 2012–2015 byl prorektorem pro vědu a výzkum Vysoké školy chemicko-technologické v Praze.
V letech 1996–2011 a znovu 2016–2020 byl šéfredaktorem časopisu  Chemické listy. Je členem Hlavního výboru České společnosti chemické.

## Výzkumná a pedagogická činnost
Věnoval a věnuje se především strukturám a formulacím farmaceutických látek na základě požadavků průmyslu. Dlouhodobě spolupracuje s farmaceutickými firmami na studiu krystalových forem aktivních substancí (např. námelových alkaloidů, cyklosporinů, statinů aj.). Je autorem mnoha desítek prací publikovaných v impaktovaných časopisech a mnoha sdělení na zahraničních i domácích konferencích.
Přednášel a přednáší předměty vztahující se k problematice pevné fáze, tj. Chemie a fyzika pevných látek, Úvod do studia materiálů a Chemie a fyzika pevných léčiv (v rámci programu Syntéza a výroba léčiv, jenž absolvuje dlouhodobě nejvíce studentů školy) a je autorem nebo spoluautorem řady pedagogických publikací.